# 紀元前108年
紀元前108年（きげんぜん108ねん）は、ローマ暦の年である。

## 他の紀年法
- 干支 : 癸酉
- 日本
  - 開化天皇50年
  - 皇紀553年
- 中国
  - 前漢 : 元封3年
- 朝鮮
  - 檀紀2226年
- 仏滅紀元 : 437年
- ユダヤ暦 : 3653年 - 3654年

## できごと

### ギリシャ
- クィントゥス・カエキリウス・メテッルス・ヌミディクスとガイウス・マリウスに率いられたローマ軍は、ムトゥルの戦いにおいて、ヌミディアのユグルタの軍を破った。

### 中国
- 衛氏朝鮮を滅ぼした前漢の武帝が朝鮮半島北部に楽浪郡・真番郡・臨屯郡を設置した。
- 12月 - Zhao Ponuに率いられた漢帝国の軍は、楼蘭の戦いにおいて、タリム盆地で勝利し、中央アジアの大宛と烏孫を従属させた。

## 誕生
- ルキウス・セルギウス・カティリナ：ローマの政治家（紀元前62年没）

## 死去
- マルクス・リウィウス・ドルスス：ローマの政治家